# AMiTY
AMiTY（アミティ、「i」のみが小文字）は、1990年代に三菱電機が開発・販売していた業務用コンピュータのシリーズ名。
のちのタブレットPCの、無数にあった先祖のひとつといった趣の、ペン操作型のWindowsコンピュータで、ポータブルデータターミナルなど産業用途での使用を想定した、もっぱら法人向け商品であった。後に、キーボードを付加し、A5ファイルサイズのノートパソコンの形態とした、「AMiTY CN」シリーズは個人向けとしても販売された。

## 主なペン操作型の機種
AMiTYインテルi486SX搭載。Microsoft Windows for Pen Computing、VGAモノクロディスプレイ採用。
AMiTY SVSVGA準拠1,024×768ドットモノクロディスプレイ (モノクロなのでXGAではない)
AMiTY VC256色DSTNカラー液晶、i486DX搭載
AMiTY SPIntel DX4、65536色カラー液晶搭載。
AMiTY VPAMD Am5x86 (133MHz、Pentium 75MHz相当)、テンキー、方向キー搭載
AMiTY CPMMX Pentium 搭載。

## CNシリーズ

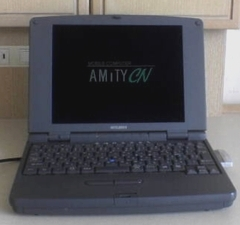
AMiTY CN model 3

東芝リブレットなどが好評を博していた1997年7月に初代モデルが登場。ペン操作型のAMiTYシリーズで長年培われた小型化技術をベースに、キーボード（富士通 BIBLO NCシリーズと同等のもの）とスティック型ポインティングデバイス (TrackPoint III)、自社製CRTディスプレイと同等の反射防止コーティングを施し、屋外での視認性を高めるなど、独自の改良を加えた液晶ディスプレイを採用したA5ファイルサイズのモバイルノートであった。当初から個人向けモデルも設定されていたが、流通網が異なる事から型番の一部が異なる。CRT、パラレル/FDD、RS-232C、IrDA 1.1などのインタフェースを本体に搭載、7時間以上の連続使用が可能な大型バッテリを設定するなど、オプションも充実していた。これはソーテック「WinBook Trim133」のベースモデルにもなった。
翌1998年3月に法人向けモデルに新型が登場。430TXチップセットに変化はなかったがSDRAMやUSB 1.1に対応、開発コードTillamookの省電力型MMX PentiumやCardBus/ZV対応のPCカードスロットを搭載。独自の液晶パネルはSVGA表示の可能な8.4インチTFTがベースのDiamond Fine Active液晶となり、本体に冷却ファンを持たずして当時の標準的なノートパソコンに要求されるスペックのほぼ全てを詰め込むことに成功した。以降のモデルチェンジはCPUのクロック周波数の変更のみであり、1999年、三菱電機のパソコン自社生産撤退をもってシリーズの幕を閉じた。
AMiTY CNPentium 133MHz。DSTNベースの7.5インチDFP液晶（VGA表示）。
AMiTY CN（新型）マザーボードを改良しMMX Pentium 166MHzとTFTベースの8.4インチDFA液晶（SVGA表示）を採用。
AMiTY CN model3MMX Pentium 200MHzを採用。個人向けの併売を再開。
AMiTY CN modelSMMX Pentium 233MHzとシルバーとグレーのツートーンカラーを採用した個人向けモデル。
AMiTY CN model4MMX Pentium 233MHzを採用した法人向けモデル。DC入力端子が大型化。
AMiTY CN 最終シリーズ
M3032系の型番が割り当てられている物があり、セルロン３００Mhz、PentiumⅡ266Mhzモデルが確認されている。